# Zoutleeuw
Zoutleeuw är en kommun i Belgien.   Den ligger i provinsen Flamländska Brabant och regionen Flandern, i den centrala delen av landet, 50 km öster om huvudstaden Bryssel. Antalet invånare är 8 269. Arean är 47 kvadratkilometer.
Terrängen i Zoutleeuw är platt.
Trakten runt Zoutleeuw består till största delen av jordbruksmark. Runt Zoutleeuw är det ganska tätbefolkat, med 134 invånare per kvadratkilometer.